# 太湖工人疗养院
31°32′02″N 120°13′00″E / 31.53390°N 120.21662°E
太湖工人疗养院，位于中华人民共和国江苏省无锡市滨湖区中犊山南侧，是江苏省文物保护单位。

## 特点
中犊山因小蓬莱山馆以及另一座近代园林子宽别墅而闻名。中华人民共和国成立后，周恩来总理提出兴建一南一北两处国家级疗养院（北在北戴河，南在无锡中犊山）。之后当地政府在此前基础上，开辟江苏省工人太湖疗养院，占地13万平方米。院内三栋主楼于1952-1956年间建造。1957年，划归为江苏省管理。2011年，太湖工人疗养院被公布为江苏省文物保护单位。